# Fukuda Denshi Arena

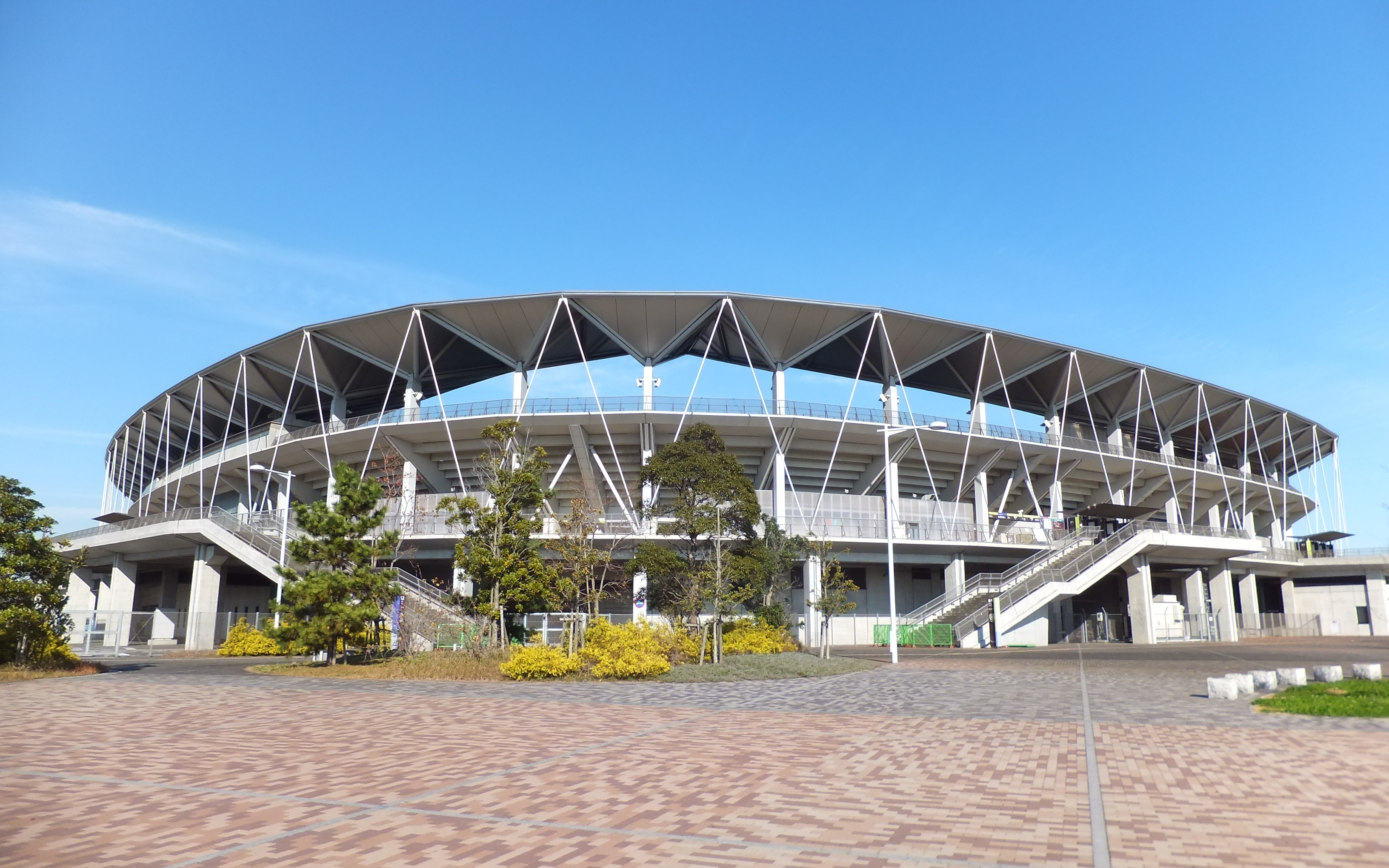
Fukuda Denshi Arena im Dezember 2011

Die Fukuda Denshi Arena (jap. フクダ電子アリーナ, Fukuda Denshi Arīna, kurz Fuku-Ari (フクアリ)) ist ein Fußballstadion in der japanischen Stadt Chiba. Es wurde 2005 eröffnet. Seither dient es dem Fußballverein JEF United Ichihara Chiba als Heimstätte für seine Spiele in der J. League. Die Anlage bietet 19.781 Zuschauern Platz, davon 18.500 Sitzplätze.
In den Verordnungen der Stadt Chiba lautet der Name des Stadions Chiba-shi Soga kyūgijō (千葉市蘇我球技場, „Soga-Ballsportstadion der Stadt Chiba“, engl. Chiba City Soga Ballpark). Der Adresse nach liegt das Stadion im Stadtteil Kawasakichō des Bezirks Chūō. Später erwarb die Firma Fukuda Denshi, ein Hersteller von Medizintechnik, die Namensrechte an dem Stadion.